# 玄洋社
玄洋社（げんようしゃ、1881年 - 1946年）は、旧福岡藩（黒田藩）士が中心となって、1881年（明治14年）に結成されたアジア主義を抱く政治団体。日本で初めて誕生した右翼団体ともいわれる。

## 概要
当時の在野の多くの政治結社と同じく、欧米諸国の植民地主義に席捲された世界の中で、人民の権利を守るためには、まず国権の強化こそが必要であると主張した。また、対外的にはアジア各国の独立を支援し、それらの国々との同盟によって西洋列国と対抗する大アジア主義を構想した。明治から敗戦までの間、政財界に多大な影響力を持っていたとされる。

## 沿革
明治6年（1873年）、書契事件などに代表される朝鮮王朝の横暴に憤慨し征韓論を唱え、「明治6年の政変」で下野した板垣退助らは、翌年（1874年）1月12日、「愛国公党」を組織し、1月17日、政府に『民撰議院設立建白書』を提出した。これが日本で最初に「愛国」の名を冠した団体であり政治結社である。明治10年（1877年）の西南戦争の後、高知の板垣退助のもとで学んだ頭山満は、明治12年（1879年）帰郷し、自由民権運動の結社として向陽義塾（後に向陽社）を設立した。これが、玄洋社の前身である。社長は箱田六輔、幹事は頭山満、進藤喜平太。
明治14年（1881年）、向陽社を玄洋社と改称する。旧福岡藩士らが中心となり、平岡浩太郎を社長として、頭山満、箱田六輔、大原義剛、福本誠、内田良五郎（内田良平の父）、進藤喜平太（進藤一馬の父）、月成功太郎、末永純一郎、武井忍助、古賀壮兵衛、的野半介、月成勲、児玉音松らが創立に参画、のち杉山茂丸も加わった。新聞「福陵新報」を創刊し、吉田磯吉といった侠客や、「二六新報」の主筆・鈴木天眼もしばしば関係した。
戦前、戦中期にかけて軍部・官僚・財閥、政界に強大な影響力を持ち、日清戦争、日露戦争、第一次世界大戦そして第二次世界大戦と日本の関わってきた数々の戦争において情報収集や裏工作に関係してきた。またアジア主義の下に、中国の孫文や李氏朝鮮の金玉均をはじめ、当時欧米諸国の植民地下にあったイスラム指導者などアジア各国の独立運動家を支援した。ただし「玄洋社の連中がわしが半島に行って乱を起こしてやると吹聴していた」のは、東学党の綱領の中に「排日」があったので、ただの大言壮語であろうと陳舜臣たちは述べている。
玄洋社の社則の条項は「皇室を敬戴すべし」、「本国を愛重すべし」、「人民の権利を固守すべし」というものであった。当時、薩長藩閥政府による有司専制を打破するために、議会の開設を要求した有力な政治勢力の一つは、今日「右翼」と称される玄洋社などの民間結社であった。しかし、これらの勢力が議会開設後に一転して政府と一体になって選挙干渉に転じた。その理由は、当時の議会が「民力休養」を掲げ、軍事予算の削減を要求しながら清国との戦争を躊躇していたためであった。玄洋社は、テロも含めた激しい選挙干渉を実行している。
他に玄洋社が関わった有名な事件としては、1889年（明治22年）の大隈重信爆殺未遂事件がある。当時外務大臣だった大隈重信は、日本が幕末に結んだ不平等条約の改正をはかったが、その改正案は関係各国に対しかなり妥協的であり、国民的反対運動がたちまち全国を覆った。しかし、剛毅な大隈は決して自案を曲げなかったため、玄洋社社員の来島恒喜が大隈に爆弾を投擲し、自身もその場で咽喉を斬って自決したのである。来島の投げた爆弾は過激自由民権運動家の大井憲太郎から提供されたものと言われている。事件で大隈は右足を失いながらも、尚自説を貫く決意であったが、政府は方針を急転し、大隈は辞職したため、この妥協的改正案は見送られることとなった。
玄洋社の社員らが掲げた有名なスローガンには「大アジア主義」（孫文の神戸演説に語源があるとされる）がある。彼らは、朝鮮の親日開化運動家金玉均や朴泳孝、インドの独立運動家ラース・ビハーリー・ボースらを庇護し、アメリカと独立戦争を戦うフィリピンのアギナルドへは武器と義兵を送ろうとした。
1901年（明治34年）に、内田良平らが黒龍会（玄洋社の国外工作を担う）を設立してからは、より多彩な活動が展開されるようになる。孫文らの辛亥革命を支援するために、多くの浪人たちが清朝政府軍やその後の軍閥政府軍と戦っている。
日露戦争中全般にわたり、ロシア国内の政情不安を画策してロシアの継戦を困難にし、日本の勝利に大きく貢献した明石元二郎も玄洋社の社中（社員）であった。陸軍参謀本部参謀次長長岡外史は「明石の活躍は陸軍10個師団に相当する」と評した。また、ドイツ皇帝ヴィルヘルム2世は「明石元二郎一人で、満州の日本軍20万人に匹敵する戦果を上げている。」といって称えた。
また、日韓問題については、内田良平は一進会の領袖李容九と、日本と大韓帝国（韓国）の対等な立場での合邦を希望し運動した。
昭和に入ると、玄洋社と関係の深かった中野正剛らは、大日本帝国憲法を朝鮮・台湾にも施行して、内地と朝鮮の法律上の平等の徹底（参政権は属地主義であったため、日本内地在住の朝鮮人、台湾人にのみ選挙権、被選挙権があった）をはかるべきと主張した。一方、頭山満と親交のあった葦津耕次郎らは、国家として独立できるだけの朝鮮のインフラ整備は既に完了したとして朝鮮独立を主張した。葦津は、満州帝国に対する関東軍の政治指導を終了すべきことも主張している。

## 新聞発刊
新聞「福陵新報」を1887年（明治20年）8月から発行した。これは1898年（明治31年）に「九州日報」と改題し、さらに1942年（昭和17年）には新聞統制に伴い「福岡日日新聞」に合併されて「西日本新聞」となり、現在に至っている。

## 政治との関連
進藤喜平太の子息で、中野正剛の秘書や玄洋社の最後の社長を務めた進藤一馬は福岡市長となった。
多くの玄洋社の運動家を輩出した福岡藩の藩校である修猷館は、現在は県立高校（福岡県立修猷館高等学校）となった。進藤の跡を継ぎ1986年（昭和61年）から1998年（平成10年）まで福岡市長を務めた桑原敬一も修猷館高校出身である。
また、玄洋社の思想に共鳴した柴田徳次郎によって、関東一円の学生によって設立されたのが青年大民團である。青年大民團は玄洋社の思想を多くの青年へ教育するための教育機関として私塾國士舘を設立しており、こうした関係から第二次世界大戦直後は国士舘はその名称を変更させられていた時期もあった。

## 記念館・記念碑

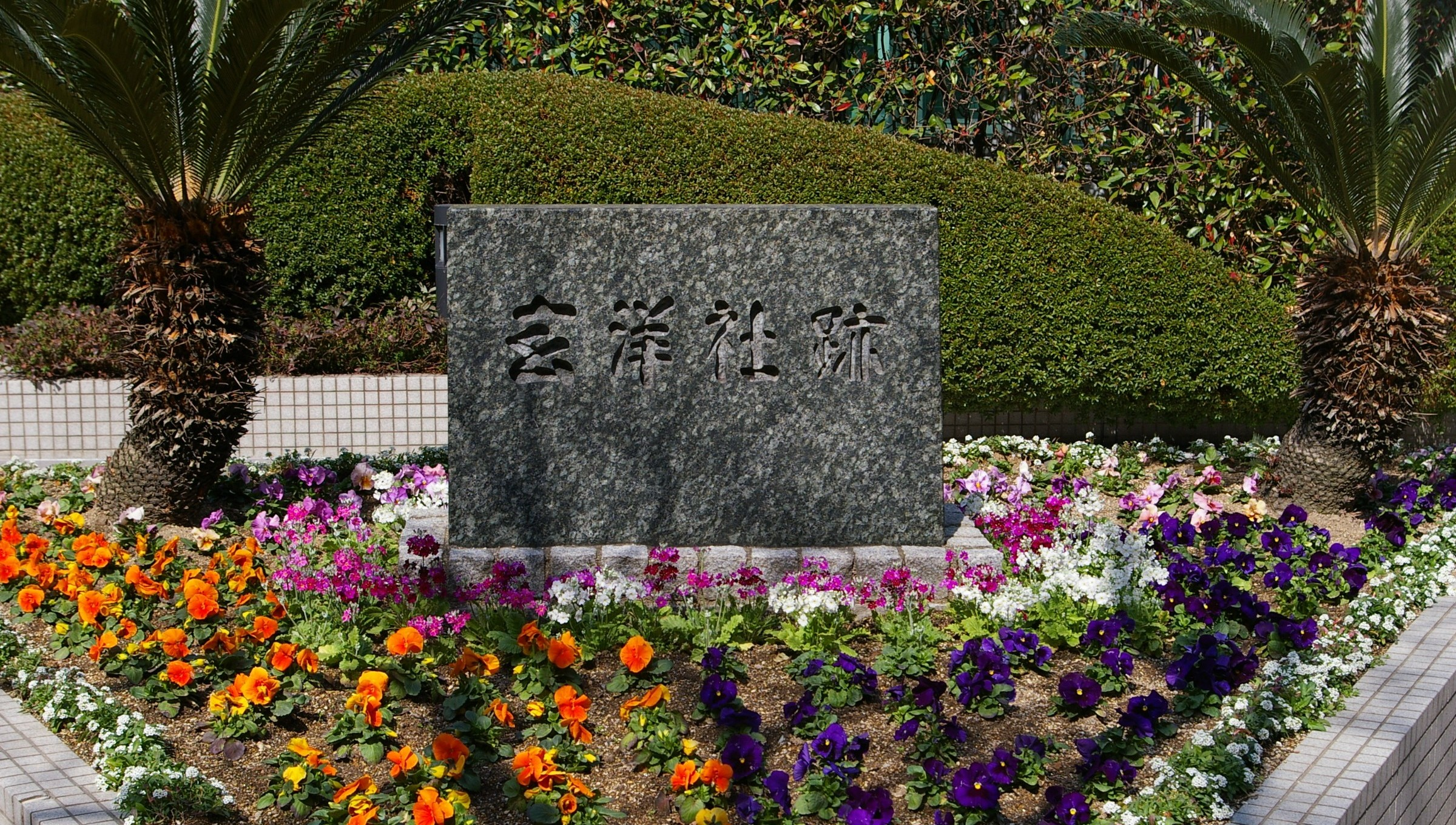
玄洋社跡

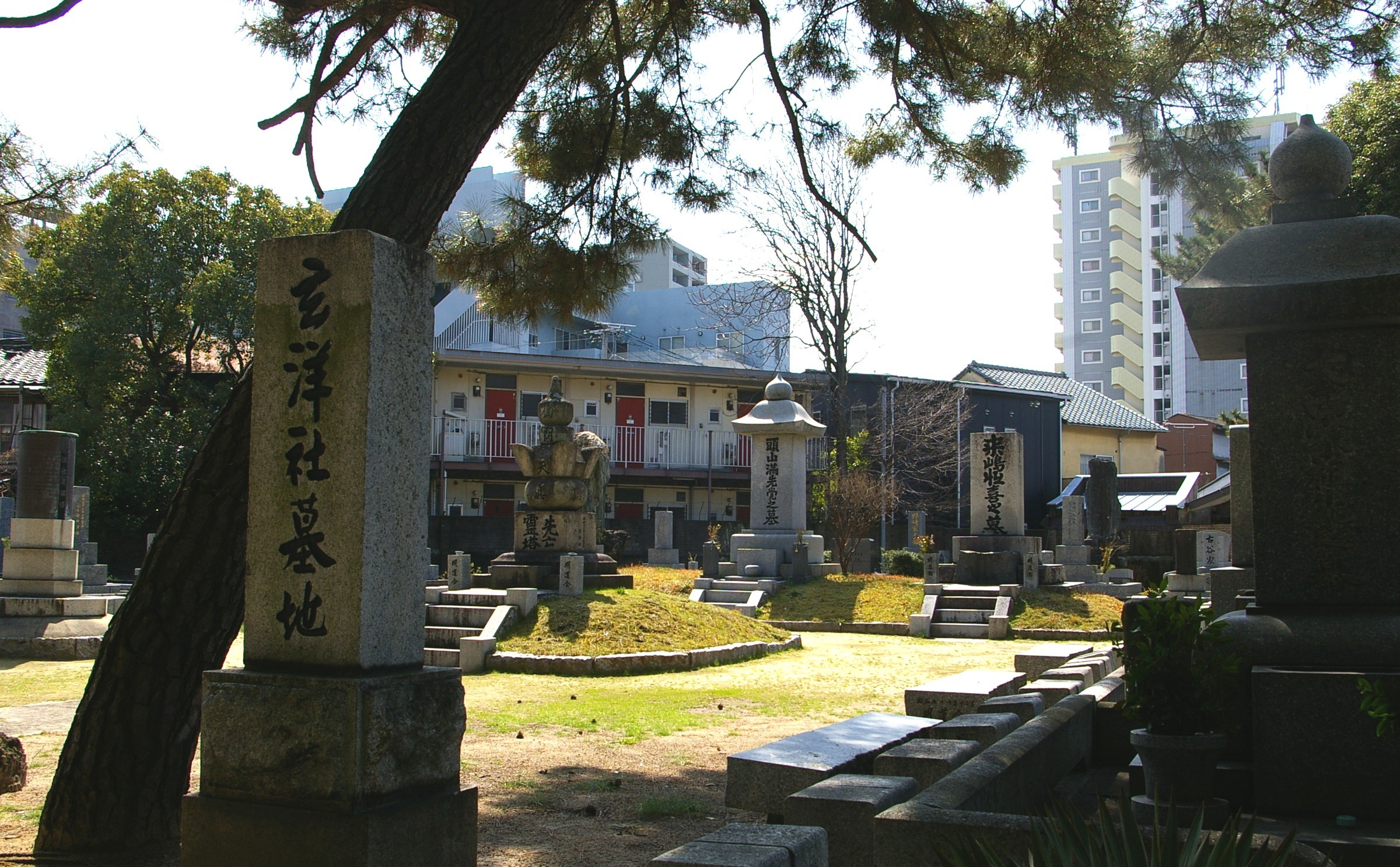
玄洋社墓地

福岡市中央区舞鶴の玄洋社跡地に隣接して建てられた雑居ビル「玄洋ビル」内に、玄洋社関係の各種資料を収蔵した「玄洋社記念館」があった。1978年11月に開館したが、2008年5月末をもって閉館され、資料は福岡市博物館に寄託される。
なお、玄洋ビルは後に解体されたが、同ビル跡の隣にあるNTTドコモ舞鶴ビルの一角に記念碑が設置されている。
また、博多区の崇福寺には頭山満や来島恒喜など社員の墓がある。

## 歴代社長
1. 平岡浩太郎
2. 進藤喜平太
3. 阿部武三郎 ‐ 1853年生-1922年没、高場乱の興志塾出身。萩の乱連携に参加。筑前共愛会那珂郡委員。[8][9]
4. 箱田六輔
5. 進藤喜平太（再任）
6. 喜多嶋淳 ‐ 1944年没。福岡市議、九州量衡取締役、九州日報社監査役。[8][10]
7. 月成勲 ‐ 1860年生-1935年没。福岡藩家老・月成元観の三男。別名・大神勲。向陽義塾を経て福陵新報（のちの「九州日報」）社員、熊本県玉名郡で炭鉱経営、博多米穀取引所理事長、筑陽製糸取締役、福岡市議、博多商業会議所議員などを務め、日露戦争時に中国山東省芝罘、大連を経て朝鮮の新義州で魚市場など各種の事業を興す。閔妃暗殺嫌疑で逮捕無罪となった梶川光は弟。岳父に郡保宗、相婿に明石元二郎、娘婿に古森善五郎がいる。[11][12][13]
8. 美和作次郎 ‐ 1943年没。国民党幹事。[8]
9. 吉田庾
10. 進藤一馬

## 著名な出身者
- 川上音二郎
- 須永元
- 杉山茂丸
- 的野半介
- 寺田栄（鳩山由紀夫の曾祖父）
- 明石元二郎
- 中野正剛
- 緒方竹虎
- 月成功太郎
- 中村天風
- 山座円次郎
- 内田良平
- 末永節
- 来島恒喜
- 古森善五郎
- 横山雄偉
- 広田弘毅[注釈 1]
- 小野（三木）隆助
- 堀川辰吉郎（孫文の辛亥革命に助力）[信頼性要検証]
- 吉岡友愛

## 関連人物
- 夢野久作
- 犬養毅
- 松岡洋右
- 真藤慎太郎
- 安川敬一郎
- 安川第五郎
- 山崎和三郎（山崎拓の祖父）
- 深作清次郎
- 宮崎滔天
- 桃中軒雲右衛門